# جانگ کوک-چول
جانگ کوک-چول (انگلیسی: Jang Kuk-chol؛ زادهٔ ۱۶ فوریهٔ ۱۹۹۴) یک بازیکن فوتبال اهل کره شمالی است.
وی همچنین در تیم ملی فوتبال کره شمالی بازی کرده‌است.